# 小錦中
小錦中（しょうきんちゅう）は、664年から685年まで日本で用いられた冠位である。26階中11位で上が小錦上、下が小錦下である。

## 概要
天智天皇3年（664年）2月9日の冠位26階の制で、小花上と小花下の2階を小錦上、小錦中、小錦下の3階に改めて設けられた。大化3年（647年）の制度には小錦という冠位があって、大化5年（649年）に小花上と小花下に分割された経緯があり、小錦下などはその名を復活継承したものである。
天武天皇14年（685年）1月21日に冠位の命名方法が一新したときに廃止された。

## 叙位された人物
『日本書紀』に現れる小錦中の人物としては、天智天皇8年（669年）の遣唐使河内鯨、天武天皇4年（675年）に広瀬河曲で大忌神を祭った間人大蓋、天武天皇10年（681年）3月17日に帝紀及び上古の諸事の記定を命じられた中の忌部子首、天武天皇13年（684年）に広瀬王とともに畿内で都にふさわしい地を探してまわった大伴安麻呂がいる。
天武天皇9年（680年）に死んだ星川麻呂と、同じく11年（682年）に死んだ膳摩漏は、没時に小錦中であったが、壬申の乱の功臣であったため、死後大紫位を贈られた。
『続日本紀』によれば、小野毛人と中納言の巨勢黒麻呂も小錦中であった。しかし、小野毛人は江戸時代に発見された墓中の銘に大錦上とある。
- 河内鯨 - 天智天皇8年（669年）見。遣唐使。
- 間人大蓋 - 天武天皇4年（675年）4月10日見。
- 小野毛人 - 天武天皇6年（677年）没。大錦上か。
- 星川麻呂 - 天武天皇9年（680年）5月27日没。大紫を贈る。
- 忌部子首 - 天武天皇10年（681年）3月17日見。
- 膳摩漏 - 天武天皇11年（682年）7月9日見。18日没。21日に大紫を贈る。
- 大伴安麻呂 - 天武天皇13年（684年）2月28日見。
- 巨勢黒麻呂 - 中納言。